# Barbara Göpel
Barbara Göpel, geb. Barbara Malwine Auguste Sperling (* 24. Februar 1922 in Arnsberg; † 26. September 2017 in München) war eine deutsche Kunsthistorikerin. Sie heiratete 1950 den Kunsthistoriker Erhard Göpel. Gemeinsam arbeiteten sie an dem Katalog der Gemälde Max Beckmanns. Nach dem Tod ihres Mannes 1966 stellte sie mit Hilfe der Max Beckmann Gesellschaft, die sie 1951 mitbegründete, 1976 den Katalog der Gemälde fertig. Testamentarisch vermachte sie den Staatlichen Museen Berlin eine Sammlung mit Werken Max Beckmanns, darunter die Gemälde Selbstbildnis in einer Bar (1942) und Bildnis Erhard Göpel (1944) sowie 46 Zeichnungen und 52 Drucke.

## Leben
Barbara wurde als einziges Kind der Eheleute Sperling geboren. Ihr Vater Hans war Jurist und kam aus Berlin. Ihre Mutter Auguste Elisabeth stammte ebenfalls aus Berlin. 1934 kehrte die Familie Sperling nach Berlin zurück. 1944 wurde ihr Wohnhaus durch einen Bombentreffer zerstört, während Barbara in Paris als Stenotypistin im Palais Beauharnais bei der deutschen Botschaft unter Otto Abetz arbeitete. Dort lernte sie im Herbst 1943 ihren späteren Mann Erhard Göpel kennen, der als Beschaffer von Kunstgegenständen für das Führermuseum Linz in Frankreich am Kunstraub an jüdischen Kunstsammlungen beteiligt war, während die Besitzer deportiert wurden. Nach dem Krieg arbeitete sie im Sekretariat der Wochenzeitschrift Die Zeit. Die Eheleute Göpel zogen nach München und Barbara schrieb unter ihrem Mädchennamen kurze Ausstellungskritiken und Auktionsberichte in der Süddeutschen Zeitung und der Frankfurter Allgemeinen Zeitung.

## Werke
- Leben und Meinungen des Malers Hans Purrmann, Limes Verl., Wiesbaden 1961
- Max Beckmann, zusammen mit Erhard Göpel, Kornfeld, Bern